# Liste der Biografien/Vak
Liste der Biografien |
Portal Biografien |
Personensuche
# |
A |
B |
C |
D |
E |
F |
G |
H |
I |
J |
K |
L |
M |
N |
O |
P |
Q |
R |
S |
T |
U |
V |
W |
X |
Y |
Z |
?
 
Va |
Vd |
Ve |
Vh |
Vi |
Vj |
Vl |
Vn |
Vo |
Vr |
Vs |
Vt |
Vu |
Vy
 
Vaa |
Vab |
Vac |
Vad |
Vae |
Vaf |
Vag |
Vah |
Vai |
Vaj |
Vak |
Val |
Vam |
Van |
Vap |
Vaq |
Var |
Vas |
Vat |
Vau |
Vav |
Vaw |
Vax |
Vay |
Vaz
Die Liste der Biografien führt alle Personen auf, die in der deutschsprachigen Wikipedia einen Artikel haben. Dieses ist eine Teilliste mit 15 Einträgen von Personen, deren Namen mit den Buchstaben „Vak“ beginnt.

## Vak
- Vak, Karl (1930–2001), österreichischer Bankmanager

### Vaka
- Vakanović, Antun (1808–1894), kroatischer Politiker und Ban von Kroatien
- Vakarinas, Algimantas (* 1959), litauischer Politiker
- Vakatalesau, Osea (* 1986), fidschianischer Fußballspieler

### Vake
- Vakeesan, Tama (* 1987), Schweizer Journalistin und Moderatorin
- Väkevä, Kaarlo (1909–1932), finnischer Boxer

### Vaki
- Vakil, Ravi (* 1970), kanadischer Mathematiker
- Vakil, Rustom Jal (1911–1974), indischer Mediziner
- Vəkilova, Leyla (1929–1999), aserbaidschanisch-sowjetische Ballerina, Tänzerin, Choreografin und Hochschullehrerin
- Vakily, Helmut (* 1938), deutscher Dichter, Maler, Grafiker und Zeichner

### Vakk
- Vakkuri, Ida (* 1992), finnische Schauspielerin und Musikerin

### Vakn
- Vaknin, Sam (* 1961), israelischer Schriftsteller und Psychologieprofessor

### Vako
- Vakoč, Petr (* 1992), tschechischer Radrennfahrer

### Vaks
- Vaks, Ehud (* 1979), israelischer Judoka

### Vaky
- Vaky, Viron P. (1926–2012), US-amerikanischer Diplomat, Assistant Secretary of State sowie Botschafter in Costa Rica, Kolumbien und Venezuela